# Jindřich Klečka
Jindřich Klečka (7. dubna 1913 Oselce u Nepomuku – 4. října 1941 Praha Jinonice) byl český radiotelegrafista a osobnost československého odboje během druhé světové války. Patřil mezi nejbližší spolupracovníky štábního kapitána Václava Morávka. Jako radiotelegrafista pracoval již od léta 1940 a byl nejúspěšnějším domácím odbojovým radiotelegrafistou. Ilegální činnost vykonával po celých téměř šestnáct měsíců, což se nikomu jinému z domácího protinacistického odboje nepodařilo.

## Velmi stručný životopis
Jindřich Klečka se narodil 7. dubna 1913 v obci Oselce u Nepomuku v okrese Plzeň-jih. S Boženou Klečkovou  se oženil brzy po vzniku protektorátu, 5. července 1939. Zhruba rok po svatbě, po zátahu gestapa v domě Boženiných rodičů v Praze Hodkovičkách (7. května 1941), se stal hledanou osobou a přešel do ilegality. Necelého půl roku nato zemřel vlastní rukou při přepadení akcízu gestapem dne 4. října 1941 v Praze Jinonicích.

## Začátek působení v odboji
V prvorepublikové armádě působil jako délesloužící četař-radiotelegrafista. Po obsazení republiky 15. března 1939 byla armáda rozpuštěna. Šestadvacetiletý Jindřich Klečka odešel do civilu a začal pracovat jako zásobovač (nákupčí) v obchodě se smíšeným zbožím svého tchána Antonína Krotila a tchyně Františky Krotilové v Praze Hodkovičkách. Toto zastírací zaměstnání mu umožnilo věnovat se odbojové činnosti, kde používal krycí jméno František Dušek. V březnu 1940 převzal od bývalého poručíka – radiotelegrafisty André Regenermla na Vinohradech vysílačku. Z domku v Hodkovičkách začátkem dubna 1940 začal vysílat. Maskovaná anténa byla umístěna na dvorku, vysílačka byla zpočátku dva měsíce v kůlně, pak byla přenesena do rohového pokoje v přízemí domku. Jindřich Klečka přebíral depeše na různých místech Prahy (v kavárnách, konspirativních bytech). Časem se stal André Regenermel nejbližším Klečkovým spolupracovníkem a přítelem.

## Zátah v Hodkovičkách
Do Hodkoviček vedly gestapo informace z výslechů zdržených i údaje získané zaměřovací službou Funkabwehru. Konspirativní dům v Hodkovičkách  byl 7. května 1941 v 19:00 přepaden gestapem. Božena Klečková blízko roztopených kamen právě přepisovala na stroji dešifrovanou depeši, kterou ještě stačila v kamnech spálit. Gestapo uvěznilo každého člena rodiny v jiné místnosti a vyčkávalo na příchod Jindřicha Klečky. Kromě dospělých byl v domku přítomen desetiletý syn manželů Krotilových.

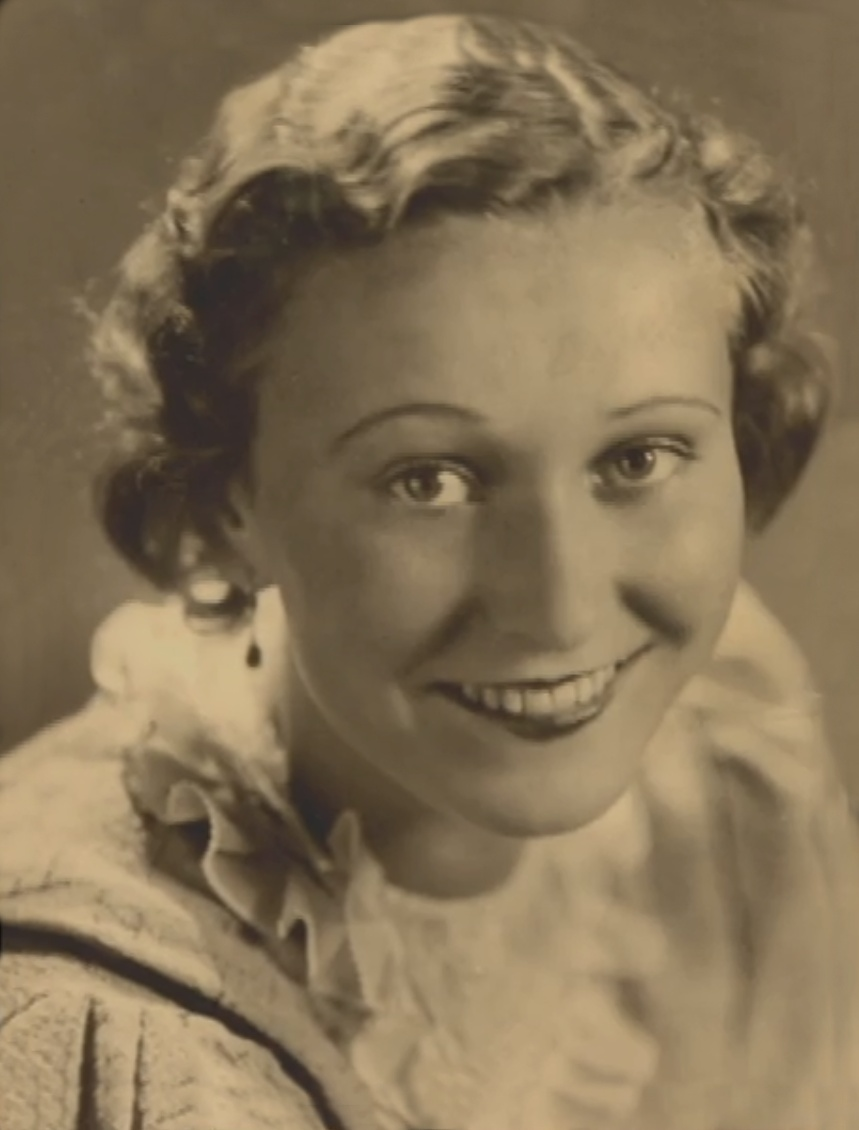
Božena Krotilová (* 1920) na poválečné fotografii
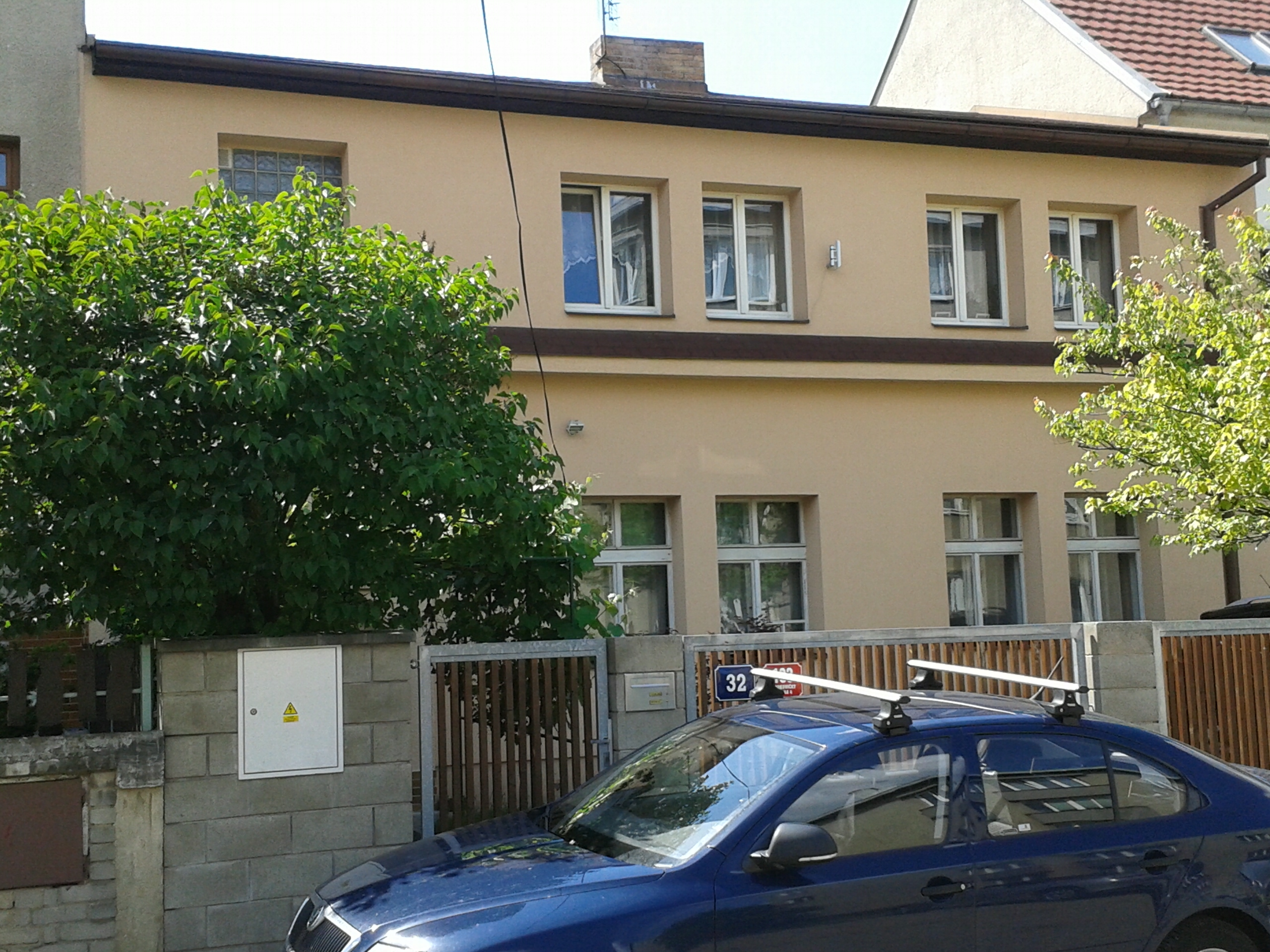
Dům v Hodkovičkách (rok 2014)

### Jindřich Klečka
Klečka odešel již odpoledne z domu a jen pár desítek metrů odtud (prakticky ve stejné ulici) připravoval na večerní provoz náhradní radiostanici v domku Marie Hercíkové. Ten večer čekal Klečka svého spolupracovníka René Regenermela s depešemi, které chtěli náhradní vysílačkou předat do Londýna. Na Klečku čekali gestapáci marně. Kolem jedné hodiny ranní se mu podařilo z obsazené ulice prokličkovat přes zahrady. Dostal se do Braníka ke svému známému Josefu Čápovi, pak se skrýval nějaký čas u paní Linhartové v Modřanech. Nakonec se hledaný radiotelegrafista prostřednictvím doktora Rudolfa Mareše dostal k jinonické ilegální skupině.

### André Regenermel
V průběhu domovní prohlídky přišel kolem 20:00 hodiny do domku Krotilových další radista Sparty I, poručík André Regenermel. Měl od domku vlastní klíč, aby mohl podle potřeby přicházet i odcházet. Regenermel byl okamžitě zatčen a při osobní prohlídce u něho byla nalezena pistole a zašifrované depeše. Při krutém výslechu přiznal, že mu depeše předala spojka – František Mázll ze Smíchova. 

### František Mázl
František Mázl byl následující den (8. května 1941) ve svém bytě (Na Doubkové 1281/2 v Praze 5 na Smíchově) rovněž zatčen a při domovní prohlídce byly nalezeny radiosoučástky a zašifrované i nezašifrované depeše. Při krutém výslechu přiznal Mázl, že depeše převzal od radiotelegrafisty Bedřicha Škopka bytem v ulici V jámě nedaleko Václavského náměstí.

### Bedřich Škopek, Václav Štulík
Během prohlídky Škopkova bytu vstoupil do prostoru jako z udělání další asistent radistů, Václav Štulík. Byl okamžitě zajištěn a při osobní prohlídce u něj byly nalezeny dvě občanské legitimace, v jeho bytě radiostanice britské výroby a další šifrované zprávy.

### Závěrečné účtování
Výsledkem zásahu v Hodkovičkách bylo zatčení deseti odbojářů z okruhu ilegální radiostanice Sparta I, zabavení dvaceti radiostanic a několika nezašifrovaných i již zašifrovaných zpráv. Na jejich základě kryptologové Funkabwehru prolomili šifrovací klíč Sparty I a další korespondence s Londýnem přestala být pro gestapo a Abwehr tajemstvím.

## Marné pokusy o navázání spojení s Londýnem
Zátahem na dům v Hodkovičkách a následným řetězcem úspěšných zásahů gestapa byla prakticky vyřazena síť radiostanic Sparta I. Likvidace této sítě přišla v nejmíň vhodnou dobu. Mašín s Morávkem měli důležité informace o chystaném napadení Sovětského svazu, které potřebovali co nejrychleji odvysílat.
- Pokusili se sice 13. května 1941 večer vysílat radiostanicí Sparta II z Morávkova ilegálního bytu ve čtvrtém patře v ulici Pod Terebkou č.p. 1238 (dnešní Čiklova 1238/19) v Praze 4-Nuslích,[11] ale byli vyrušeni gestapem. Při přestřelce byl Mašín zraněn a zajat. Morávek a radista Peltán za dramatických okolností unikli oknem po ocelovém lanku anténního svodu.[10]
- Z krejčovského salonu Marie Magdy Rezkové ve Pštrosce čp. 3 (dnes ulice Anny Letenské) na Vinohradech se pokusil Peltán opětovně vysílat 16. června 1941. Během relace byl zaměřen německým Funkabwehrem. Peltán přerušil náhodou vysílání právě včas (přetekla mu vana, kterou si mezitím napouštěl), takže zaměření gestapo nedokončilo a vysílačka tak nebyla v husté městské zástavbě lokalizována.[10]
- Z bytu Františka a Marie Mandíkových v Praze 4 – Nuslích v Horní ulici 1466/10[12] se pokusil 25. června 1941 večer Peltán vysílat, ale opět byl zaměřen. Při zátahu unikl jen šťastnou náhodu v přestrojení za železničáře.[10]
- Morávek se ještě sám pokusli na konci června 1941 vysílat z radiostanice Sparta II z kanceláře Josefa Paláta, správce hřbitova v pražské Liboci (Evropská 244/202),[13] ale byl vyrušen Němci a musel uprchnout.[10]

## Jinonická ilegální skupina

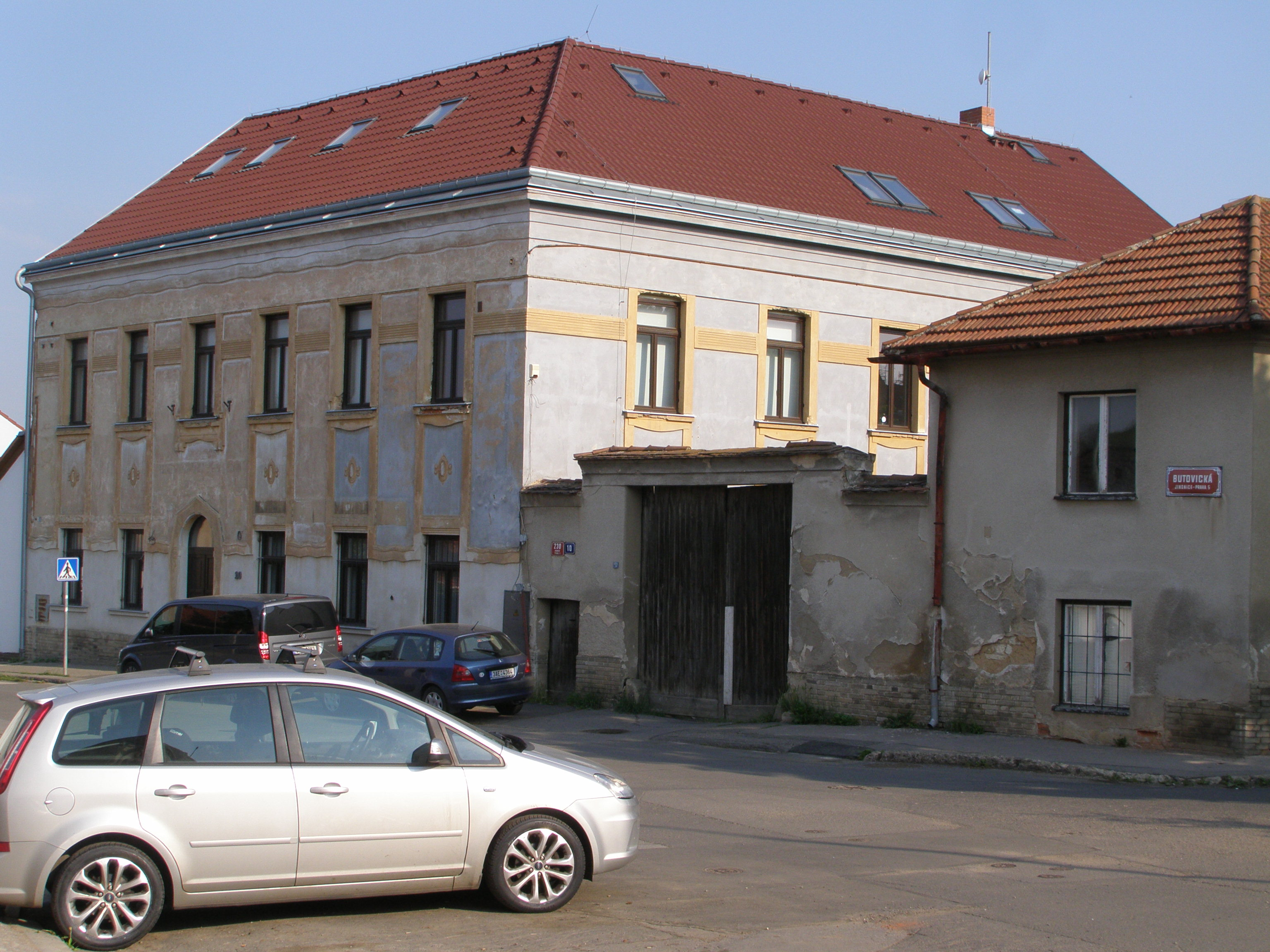
Budova bývalého hostince „Na Staré“

Jinonická odbojová skupina ÚVODu vznikla již v roce 1939 jako součást protinacistického nekomunistického odboje. V roce 1941 zajišťovala jediné spojení Protektorátu se zpravodajskou centrálou v Londýně. V podkrovní místnosti bývalého hostince „Na Staré“ byly s vědomím hostinského Jiřího Morsteina přechovávány radiostanice a někdy odtud vysílal Jindřich Klečka s druhým radiotelegrafistou Otto Linhartem (radiostanicí Sparta II) depeše do Vojenské radiové ústředny (VRÚ) ve Woldinghamu u Londýna.

## Jinonický akcíz
Jedinou šancí na obnovení komunikace s Londýnem byla Krajinova Sparta I, obsluhovaná Jindřichem Klečkou a Otto Linhartem. Ta byla 1. srpna 1941 přesunuta do budovy jinonického akcízu, odkud vysílala z bytu celního inspektora Karla Prokopa. Radiotelegrafisté Klečka s Linhartem zde vedli pravidelnou a rozsáhlou komunikaci s londýnskou Vojenskou radiovou ústřednou.
Od ledna do října 1941 radiostanice spojovací sítě Sparta I odvysílaly více než 14 000 depeší. Tak intenzivní provoz nemohl uniknout pozornosti technicky stále lépe vybavenému a schopnému německému Funkabwehru. Ilegální operátoři radiostanic podceňovali schopnosti Němců v lokalizaci míst vysílání. Po nástupu zastupujícího říšského protektora SS – Obergruppenführera Reinharda Heydricha 27. září 1941 se navíc vystupňovalo úsilí gestapa o likvidaci radiostanic domácího odboje. Netaktické umístění radiostanice v osamotě stojícím domě – jinonickém akcízu ulehčilo jeho zaměření.

### Přepadení jinonického akcízu
V noci z 3. na 4. října 1941 zachytil Funkabwehr opakované vysílání z okolí Jinonic. Dlouho hledná ilegální vysílačka byla zaměřena. K akcízu dorazila zatýkací komanda gestapa, která budovu obsadila, účastníky odboje zatkla, radiostanice a související dokumenty zabavila. Likvidací radiostanice Sparta I došlo k definitivnímu přerušení radiotelegrafního kontaktu s Londýnem.

### Jindřich Klečka po napadení akcízu
Jindřich Klečka po napadení akcízu část depeší zničil. Uprchl po dřevěných schodech z přízemí do patra a zabarikádoval se na zdejším záchodě spolu s pomocníkem radistů Antonínem Němečkem. Když je gestapo objevilo, za velkého řevu a bouchání do dřevěné stěny na chodbě několikrát vystřelili do zámku záchodových dveří. V bezvýchodné situaci si Klečka prostřelil hlavu vlastní pistolí. Když se k němu gestapáci dostali, ještě žil. Gestapem narychlo přivezený civilní lékař MUDr. Jeníček tvrdil, že není možnost záchrany života, a telegrafista skutečně zanedlouho zemřel.
Ostatky Jindřicha Klečky byly pohřbeny do neoznačeného hrobu na Ďáblickém hřbitově. Do téhož místa byli pohřbeni i štábní kapitán Václav Morávek, František Peltán, Jiří Potůček, Jaroslav Pechman, Jan Zelenka a Milíč Zelenka.

## Po druhé světové válce
Po válce byl Jindřich Klečka povýšen in memoriam do hodnosti poručíka.
Božena Klečková byla zatčena při zátahu na dům Krotilových v Praze – Hodkovičkách a až do konce války vězněna v koncentračním táboře Ravensbrück, kde se také dočkala osvobození. Po válce se znovu provdala (v roce 1945 jí bylo 25 let) a jako paní Božena Lacinová bydlela ještě v roce 1995 v Hodkovičkách.

Vazební fotografie Boženy Klečkové (rok 1941)
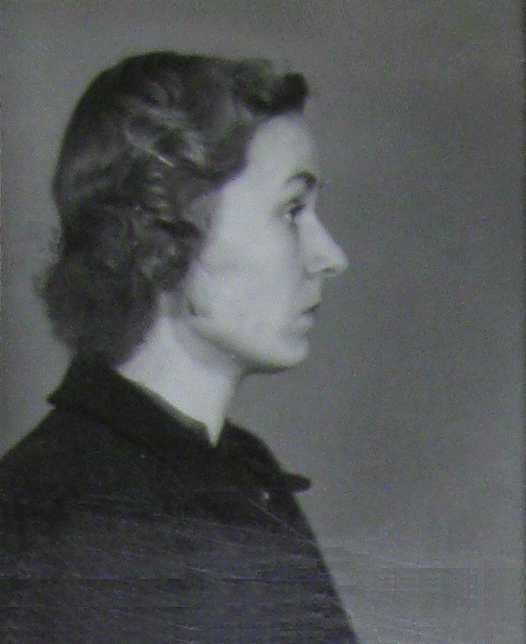
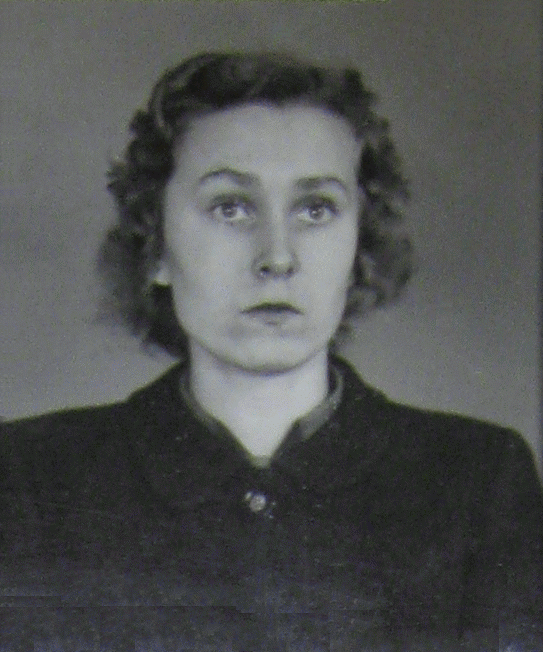
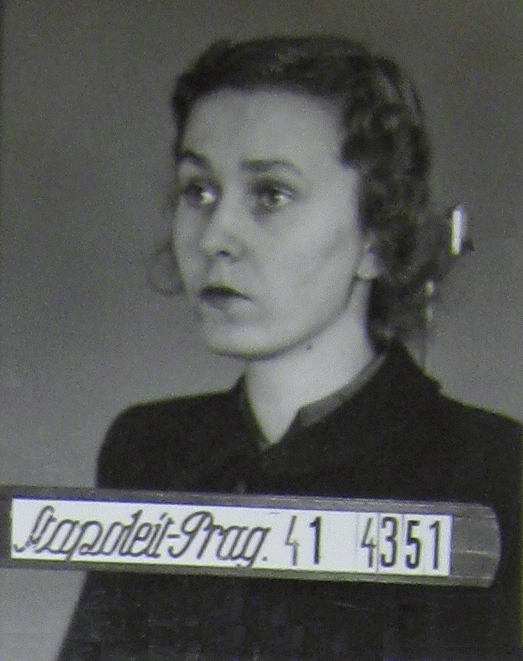

- [16]

### Pietní místa

#### Pamětní deska pět obětí z akcízu

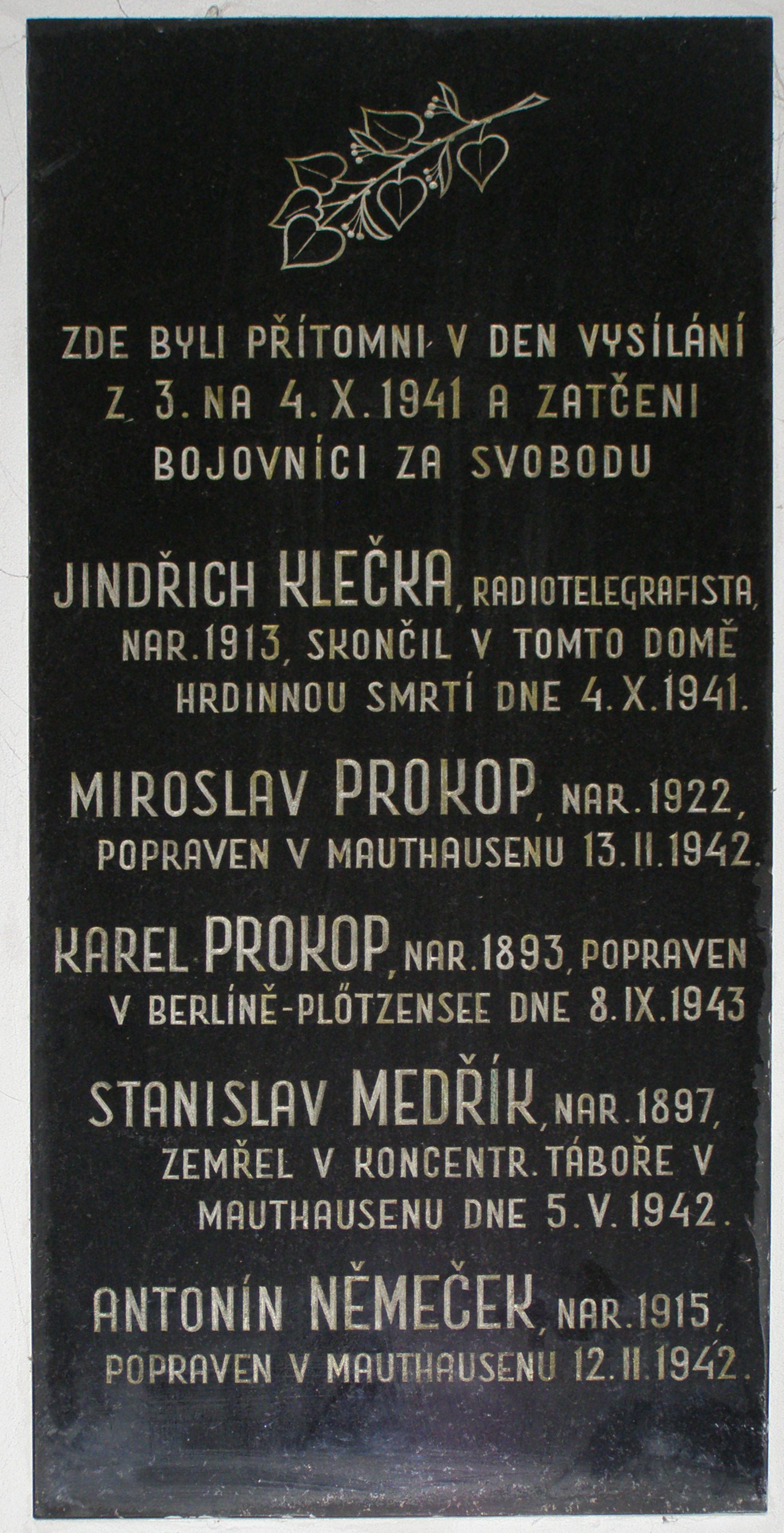
Pamětní deska z jinonického akcízu

Jméno Jindřicha Klečky je uvedeno na pamětní desce (z černého mramoru) věnované vzpomínce na pět obětí z akcízu. Deska je umístěna v předsíni budovy TJ Sokol Jinonice (Butovická 33/100, Praha 5 – Jinonice, GPS souřadnice: 50°03′05″ s. š., 14°21′45″ v. d.).

#### Pamětní deska na rodném domě v obci Oselce

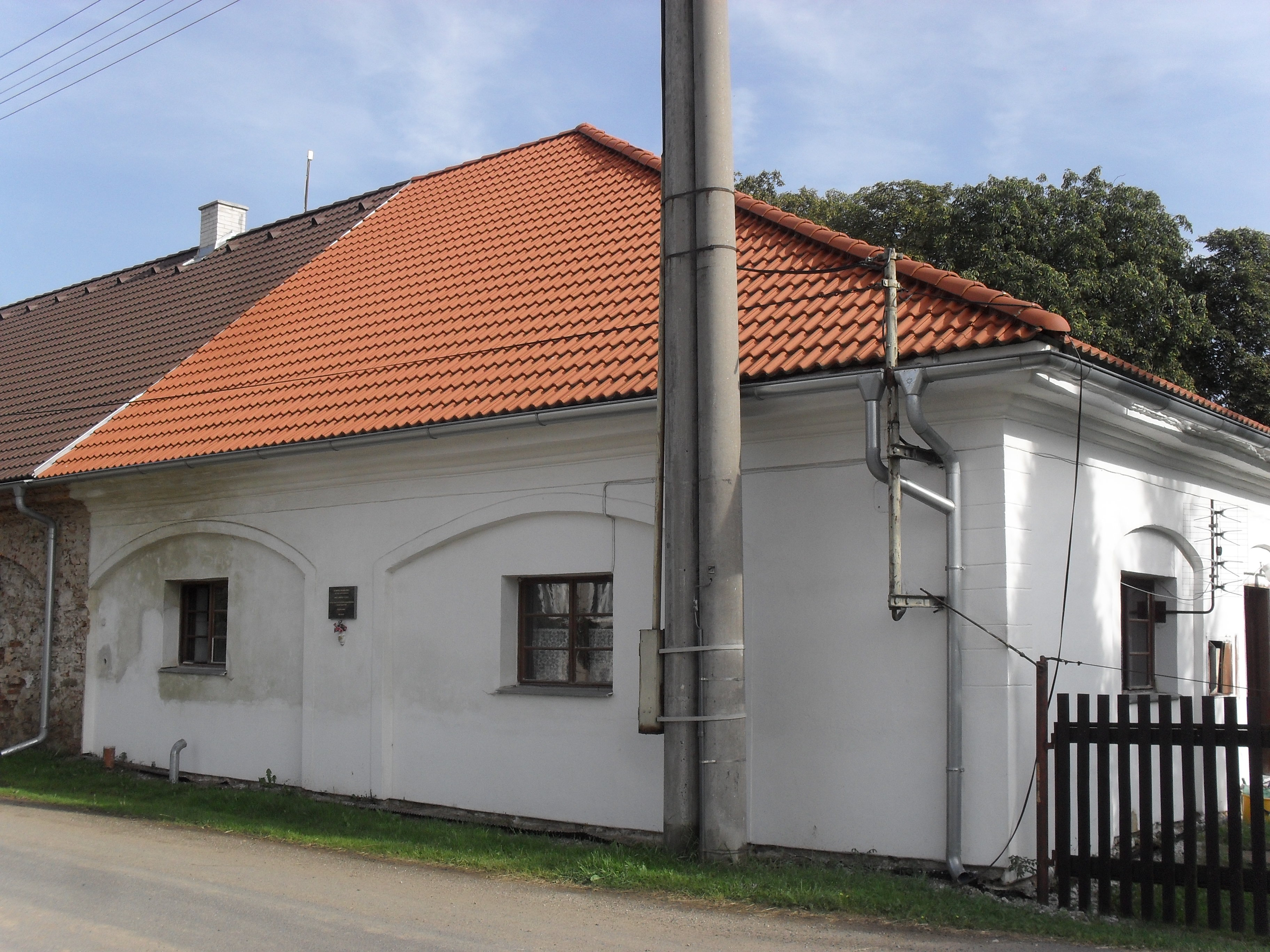
Rodný dům Jindřicha a Karla Klečkových v obci Oselce
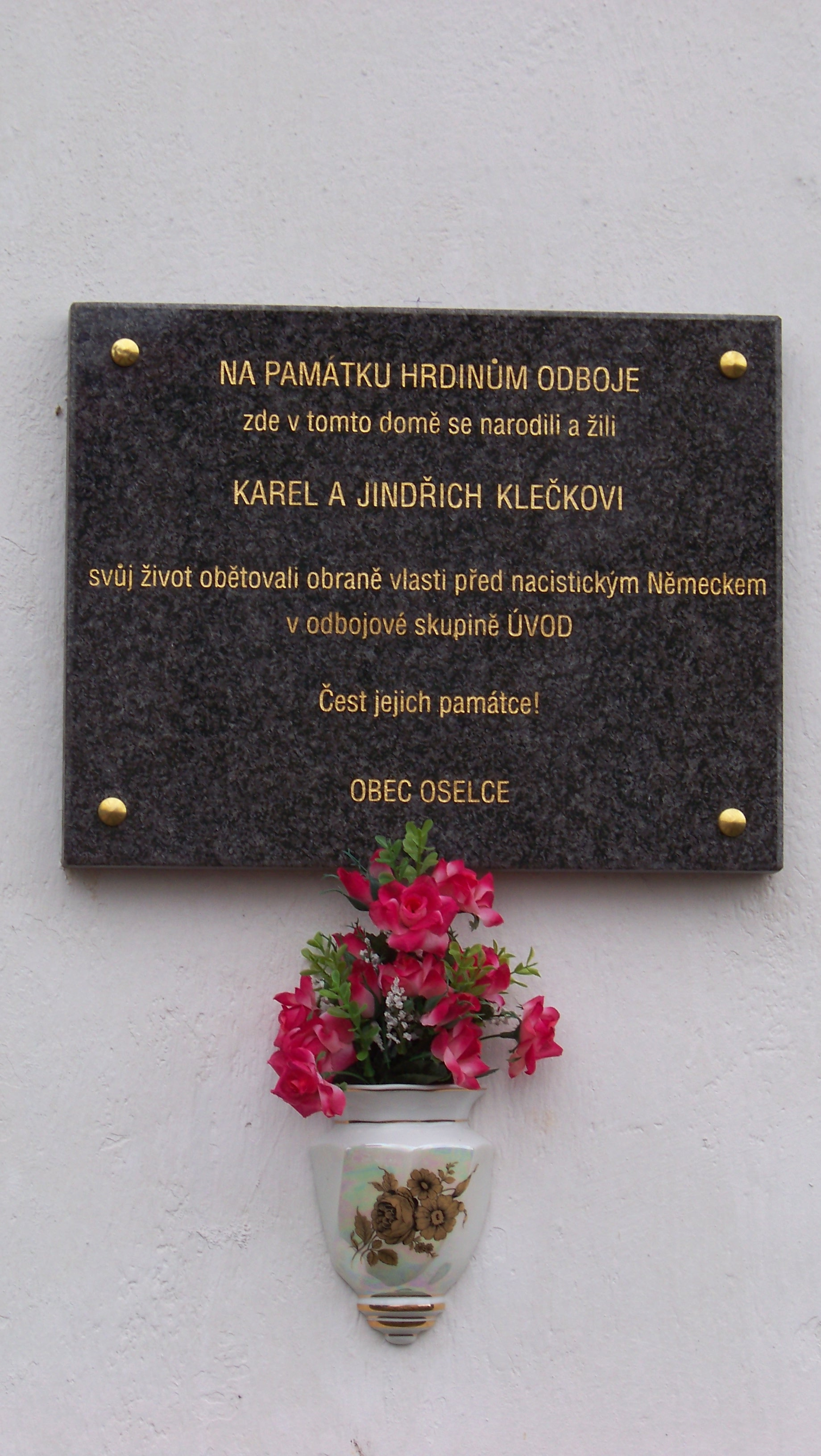
Památeční plaketa na tomto domě (foto: Mária Rašínová)

Na rodném domě Jindřicha Klečky (a Karla Klečky) v obci Oselce u Nepomuku (PSČ: 33546; číslo popisné 100; poloha – GPS souřadnice: 49°26′04″ s. š., 13°40′15″ v. d.) je umístěna pamětní žulová deska. Deska je ve vlastnictví obce Oselce. Je vyjádřením vzpomínky na Karla Klečku a Jindřicha Klečku, kteří se v tomto domě narodili a žili. Na desce je nápis:
NA PAMÁTKU HRDINŮM ODBOJE

zde v tomto domě se narodili a žili

KAREL A JINDŘICH KLEČKOVI

svůj život obětovali obraně vlasti před nacistickým Německem
 v odbojové skupině ÚVOD

Čest jejich památce!

OBEC OSELCE

pamětní deska

#### Pomník obětem 2. sv. války v Hodkovičkách

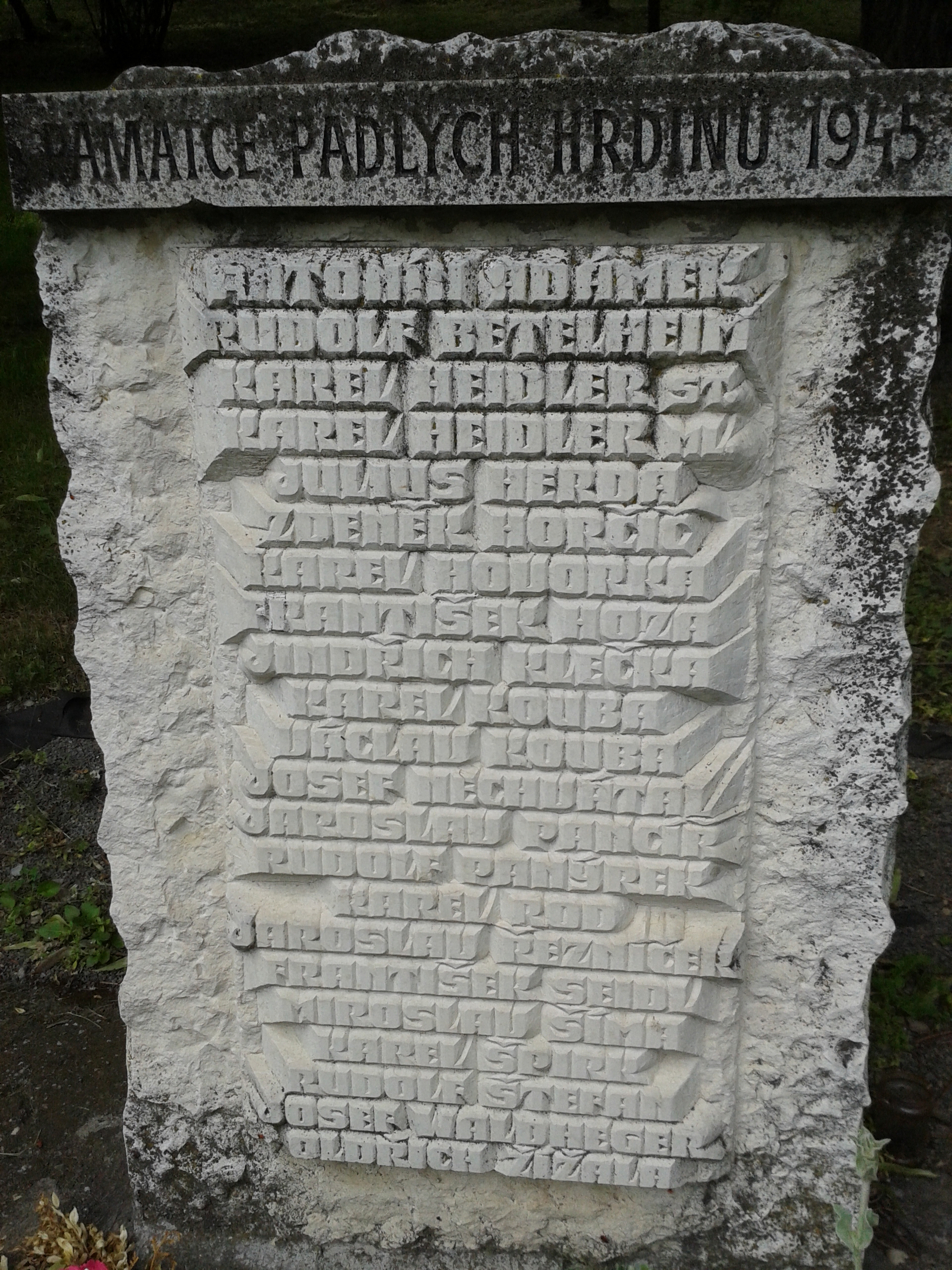
Pomník obětem 2. světové války z řad občanů Prahy - Hodkoviček

Pomník obětem 2. světové války z řad občanů Prahy – Hodkoviček se nachází v parčíku mezi ulicemi Údolní a Psohlavců. Pietní místo (poloha – GPS souřadnice: 50°01′37″ s. š., 14°24′56″ v. d.) je přístupné z ulice Údolní. Vlastní pomník je z hrubě opracovaného kamenného bloku se jmény padlých znázorněných netypickým plastickým písmem. V horní části je umístěna deska s nadpisem: "PAMÁTCE PADLÝCH HRDINŮ 1945". Mezi 22 jmény v abecedním pořadí je Jindřich Klečka uveden jako devátý shora.

#### Nový památník hrdinům z jinonického akcízu

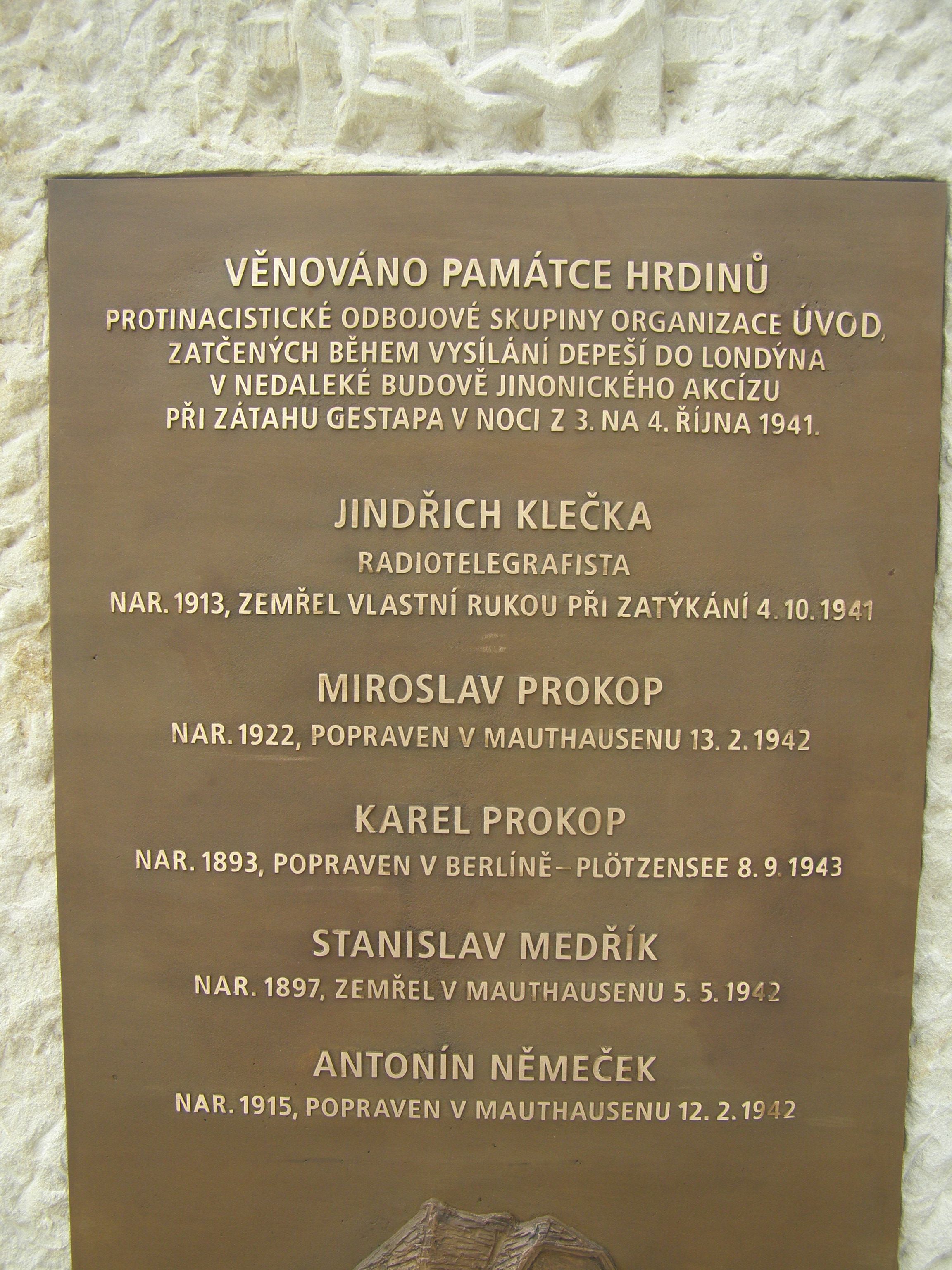
Text se jmény hrdinů
(pamětní deska: Praha, 2014)

Dne 3. října 2014 byl poblíž stanice metra Nové Butovice v Praze 13 odhalen nový kamenný pomník (GPS souřadnice 50°03′03″ s. š., 14°21′01″ v. d.) z dílny akademického sochaře Milana Váchy s bronzovou pamětní deskou připomínající tragické události zátahu gestapa na jinonický akcíz v noci z 3. na 4. října 1941. Nová pamětní deska obsahuje (obdobně jako ta původní, umístěná v budově TJ Sokol Jinonice) jména pěti odbojářů – hrdinů protinacistické odbojové skupiny ÚVOD (Ústředního vedení odboje domácího) z pražských Jinonic, kteří od ledna roku 1941 až do začátku října 1941 poslali zpravodajské centrále do Londýna asi 8,5 tisíce zašifrovaných radiových depeší. Na nové pamětní desce je (kromě jmen odbojářů) také reliéf dnes již neexistující budovy – jinonického akcízu, ze kterého radiové depeše až do osudné noci ilegálně odesílali. Jméno Jindřicha Klečky je uvedeno jako první za úvodním textem.
Na nové pamětní desce je text:
Věnováno památce hrdinů 
protinacistické odbojové skupiny organizace ÚVOD,
zatčených během vysílání depeší do Londýna 
v nedaleké budově jinonického akcízu 
při zátahu gestapa v noci z 3. na 4. října 1941.

JINDŘICH KLEČKA
 radiotelegrafista 
nar. 1913, zemřel vlastní rukou při zatýkání 4. 10. 1941
MIROSLAV PROKOP
 nar. 1922, popraven v Mauthausenu 13. 2. 1942
KAREL PROKOP
nar. 1893, popraven v Berlíně-Plötzensee 8. 9. 1943
STANISLAV MEDŘÍK
 nar. 1897, zemřel v Mauthausenu 5. 5. 1942
ANTONÍN NĚMEČEK
 nar. 1915, popraven v Mauthausenu 12. 2. 1942
nový památník

### Vzpomínka na radiotelegrafisty ÚVODu
Po válce se konala v Praze oficiální vzpomínková akce na statečné radiotelegrafisty ÚVODu. Tehdejší tisk o akci referoval následovně (zkráceno a upraveno):
V Grégrově sále Obecního domu se konala ve čtvrtek 24. října 1946 vzpomínková slavnost, při níž byla uctěna památka sedmi statečných radiotelegrafistů, kteří první docílili spojení z okupované vlasti do ciziny a zejména do Londýna. Hrdinů poručíka André Regenermla, Václava Štulíka, Jindřicha Klečky, Bedřicha Škopka, štábního kapitána Václava Morávka, Františka Peltána a Františka Mázla, vesměs vojáků, vzpomněl osobním listem i sám pan president Edvard Beneš, který připomněl chvíle, kdy v Londýně osobně naslouchal jejich vysílání a vyslovil jim tehdy přímo své uznání. Vojenští přidělenci Británie a Francie podali nestranné a jedinečným uznáním se vyznačující svědectví o významu našeho domácího odboje pro spojenecké velení. V závěru promluvil Doc. Dr. Vladimír Krajina, vedoucí organizace ÚVOD. Před ukončením slavnosti dekoroval zástupce čs. armády generál Čeněk Kudláček sedm radiotelegrafistů, kteří se dočkali svobody vlasti.
 ,  ,